# Arben Kuçana
Arben Kuçana (ur. 18 września 1967 w Tiranie) – albański strzelec sportowy specjalizujący się w strzelaniu z pistoletu, olimpijczyk z Londynu.

## Życiorys
Zawodnik zaczął uprawiać sport w 1986 roku. Jest praworęczny, mierzy z broni prawym okiem.

## Przebieg kariery
W zawodach rangi międzynarodowej zadebiutował w 2009 roku, startując w kilku zawodach Pucharu Świata, a także w mistrzostwach Europy (zarówno w Osijeku, jak i w Pradze). Nie osiągnął na tych zawodach żadnych sukcesów, najlepszy rezultat odnotował w Pradze, gdzie zajął 34. pozycję na ME w strzelaniu z 10 metrów. W 2010 po raz pierwszy w karierze wziął udział w mistrzostwach świata, w tym czempionacie zajął 42. pozycję w konkurencji strzeleckiej z dystansu 10 metrów i 66. pozycję z dystansu 50 metrów.
W 2012 wystartował w letnich igrzyskach olimpijskich, podczas których uczestniczył w dwóch konkurencjach strzeleckich – pistolet pneumatyczny 10 m oraz pistolet dowolny 50 m. W pierwszej z wymienionych konkurencji był na 20. pozycji z wynikiem 577 punktów, w drugiej zaś uplasował się na 37. pozycji z wynikiem 524 punktów.
Najlepszy rezultat odnotował podczas mistrzostw Europy w strzelaniu z 10 metrów w 2013 roku, zajmując 10. pozycję w konkurencji pistolet pneumatyczny 10 m (z rezultatem 578 punktów).